# 寒霞溪

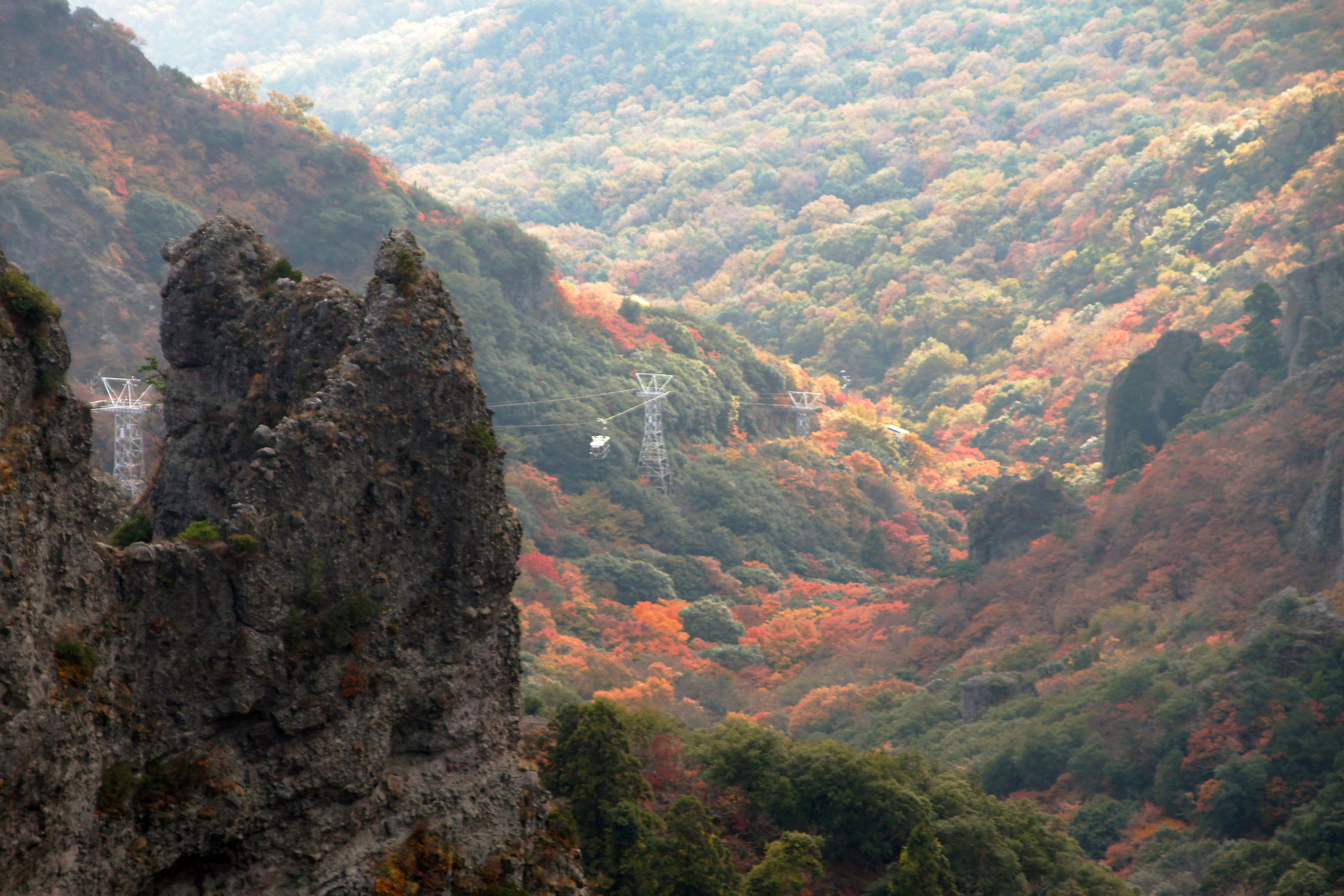
寒霞溪

寒霞溪是位于日本香川縣小豆島的一個溪谷。東西寬7km、南北長4km。在日本書紀中就有記載。舊名鉤掛山、神懸山，明治初期的儒学者藤澤南岳將其命名為寒霞溪。大正12年（1923年）3月7日，「神懸山（寒霞溪）」被指定為國家名勝，并劃入瀨戶内海國立公園中，作為公園內的代表景觀而遠近聞名。是日本三大奇勝之一。

## 名所

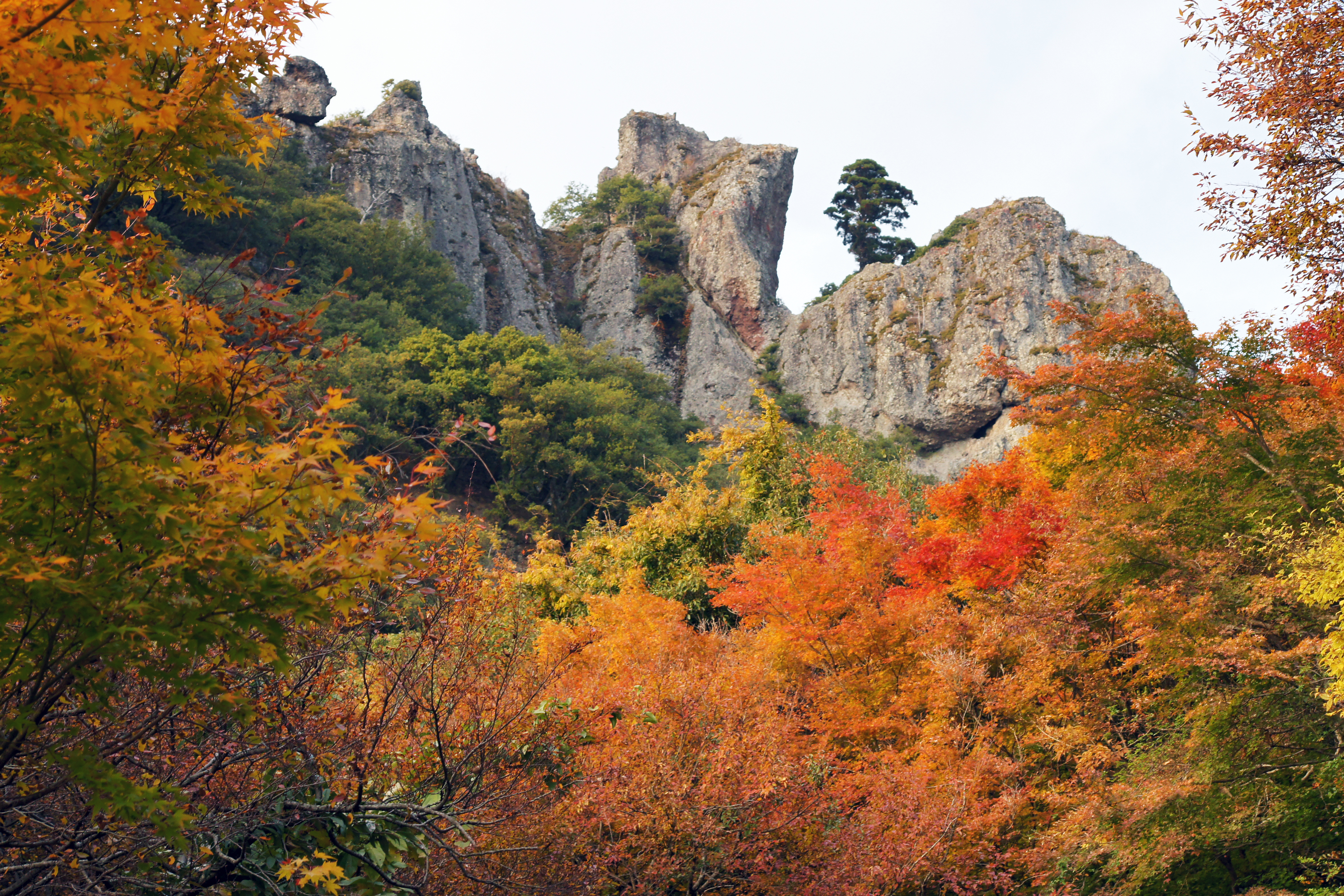
03. 錦屏風
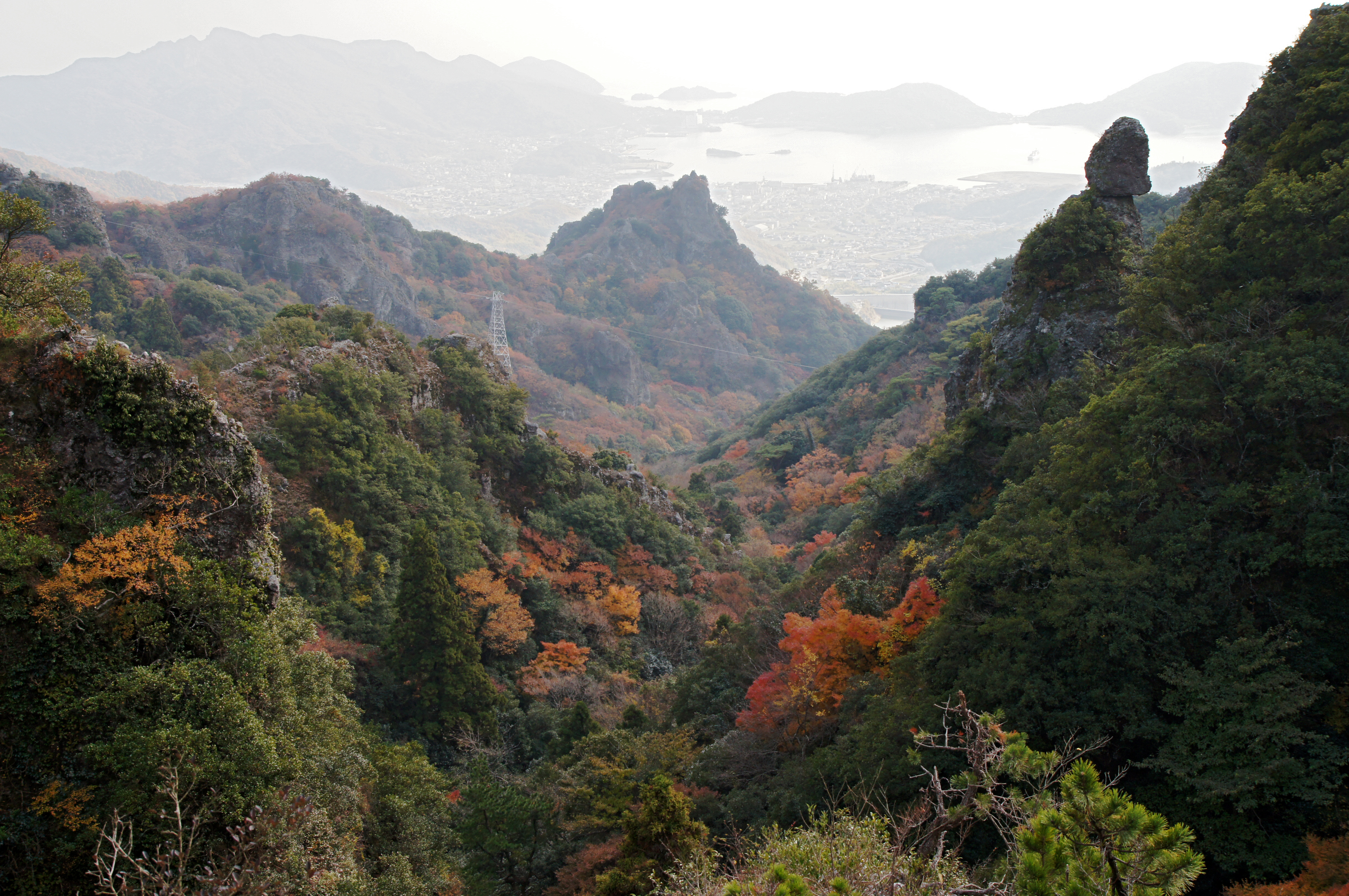
06. 玉筍峰
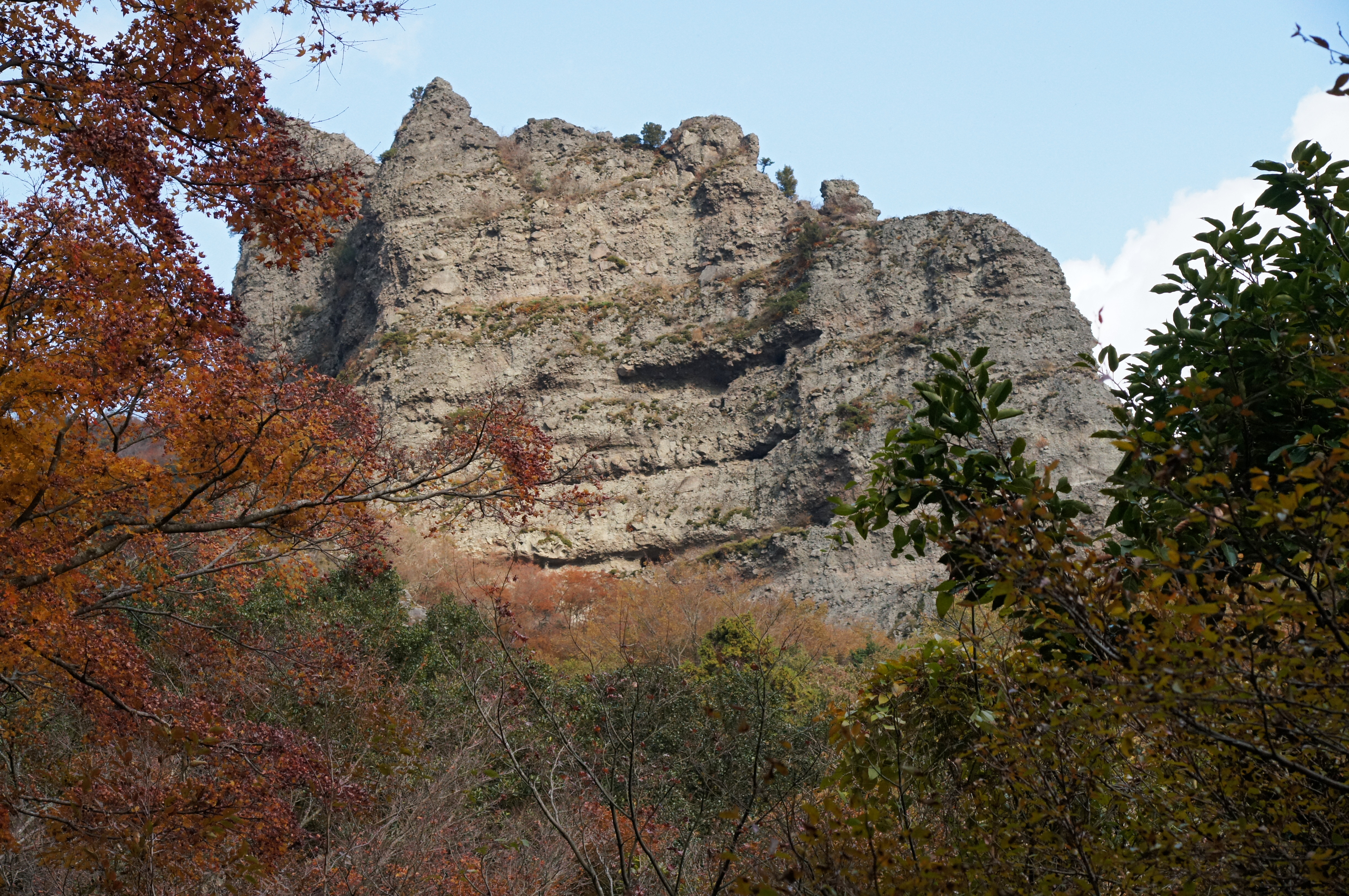
08. 層雲壇
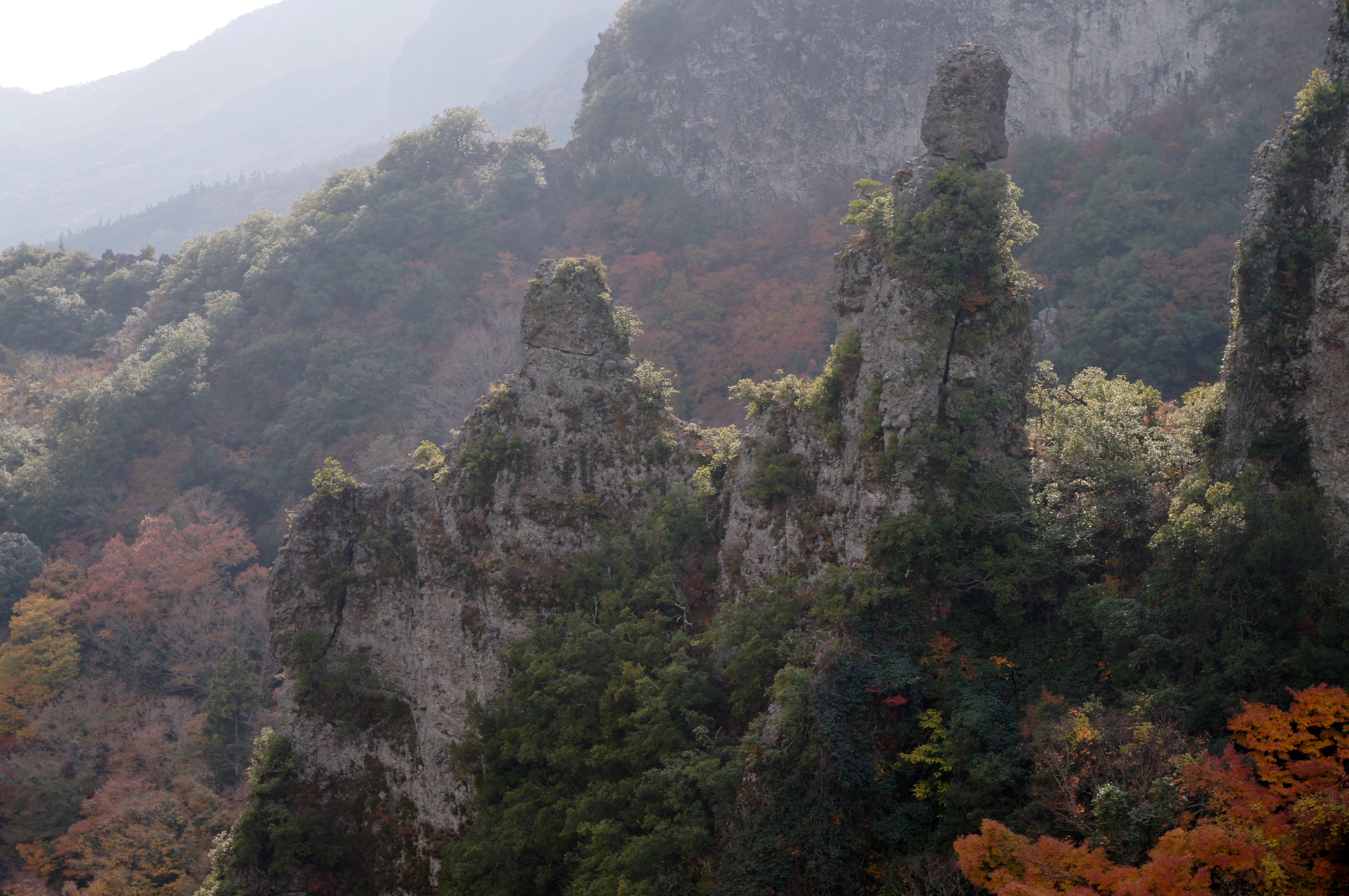
10. 烏帽子岩
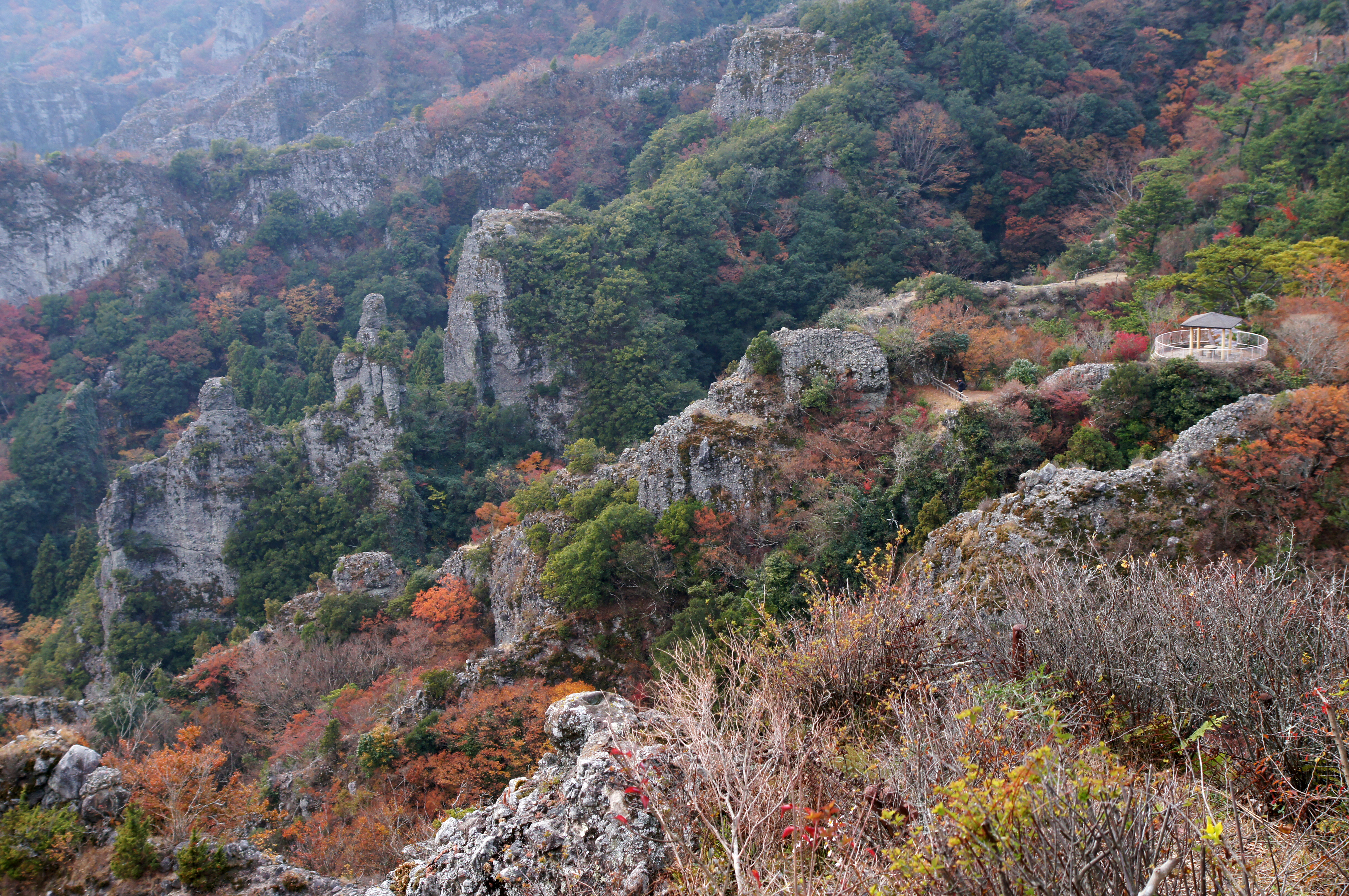
12. 四望頂

寒霞渓表十二景
1. 通天窓
2. 紅雲亭
3. 錦屏風
4. 老杉洞
5. 蟾蜍岩
6. 玉筍峰
7. 画帖石
8. 層雲壇
9. 荷葉岳
10. 女羅壁
11. 烏帽子岩
12. 四望頂

- 03. 錦屏風
- 06. 玉筍峰
- 08. 層雲壇
- 10. 烏帽子岩
- 12. 四望頂

寒霞渓裏八景
1. 鹿岩
2. 松茸岩
3. 石門
4. 大師洞
5. 幟岳
6. 大亀岩
7. 二見岩
8. 螺貝岩